# 스티그마스테롤
스티그마스테롤(영어: stigmasterol)은 가장 풍부한 식물성 스테롤(피토스테롤) 중 하나이며, 세포막의 구조와 생리를 유지하는 주요 기능을 가지고 있다. 유럽 연합에서는 E 번호가 E499인 식품 첨가물이며, 식품 제조에 사용되어 피토스테롤 함량을 증가시키며, 잠재적으로 저밀도 지질단백질(LDL) 콜레스테롤의 수치를 낮출 수 있다.

## 발견
20세기 중반에 울젠 인자(Wulzen factor)라고 불린 스티그마스테롤은 캘리포니아 대학교의 생리학자 로절린드 울젠에 의해 발견되었다.

## 자연적인 생성
스티그마스테롤은 콩, 칼라바르콩, 유채씨 등과 같은 수많은 식물성 지방이나 기름에서, 분꽃류의 중국 약초인 소엽맥문동을 포함한 본초학에서 사용되는 약초에서 생성되는 불포화 피토스테롤이다.
스티그마스테롤은 다양한 채소, 협과, 견과류, 씨앗 및 저온 살균을 하지 않은 우유의 구성 성분이다. 저온 살균은 스티그마스테롤을 불활성화시킨다. 식용유에는 채소보다 많은 양의 스티그마스테롤이 들어 있다.

## 용도
스티그마스테롤은 영국 및 유럽 연합에서 제조된 식품의 식품 첨가물이다. 스티그마스테롤은 안드로겐, 에스트로겐, 코르티코이드의 생합성에서 중간생성물로 역할을 할 뿐만 아니라 에스트로겐의 효과와 관련된 조절 및 조직 복구 메커니즘에서 중요한 생리적 역할을 하는 인간 호르몬인 프로게스테론의 반합성 제조에 적합한 전구체이다. 스티그마스테롤은 또한 비타민 D3의 전구체로도 사용된다.
업존사(社)는 1959년에 코리티손을 상업적으로 합성하는 과정의 출발 원료로 스티그마스테롤을 사용했다.

## 연구
주요 피토스테롤 중 하나로서, 스티그마스테롤은 심혈관계 질환의 위험을 감소시킬 가능성을 가진 식이에서 스테롤 화합물 중에 포함된다. 식물성 스테롤을 하루에 2 g을 섭취하면 혈액의 저밀도 지질단백질(LDL) 콜레스테롤을 8~10% 감소시키고, 심혈관계 질환의 발병 위험을 낮출 수 있다. 식물 세포의 생리 과정의 한 요소로서, 스티그마스테롤은 식물 세포막의 생합성과 관련된 식물 스트레스 반응 및 대사 반응에서 역할을 할 수 있다. 스티그마스테롤은 또한 TNF-α 및 VEGFR-2의 하향 조절을 통해 항혈관형성 및 항암 효과를 나타내는 것으로 나타났다.

## 볼데논의 잠재적 전구체
스테로이드인 스티그마스테롤은 단백동화 스테로이드인 볼데논의 전구체이다. 볼데논 운데실레네이트는 가축의 성정을 유도하기 위해 수의학에서 일반적으로 사용되지만, 스포츠에서 가장 일반적으로 남용되는 단백동화 스테로이드 중 하나이다. 이것은 볼데논에 양성 반응을 보인 일부 운동 선수들이 스테로이드 자체를 섭취한 것이 아니라 스티그마스테롤이 풍부한 음식을 섭취한 것이 아닌가라는 의혹을 불러일으켰지만, 이는 사실이 아닌 것으로 밝혀졌다.

## 같이 보기
- 카란틴 – 여주에서 발견되는 스티그마스테릴 글루코사이드
- 스티그마스타놀 – 밀접하게 관련된 피토스테롤
- 베타-시토스테롤
- 콜레스테롤
- 에르고스테롤